# Contea di Coffey
La contea di Coffey, in inglese Coffey County, è una contea dello Stato del Kansas, negli Stati Uniti. La popolazione al censimento del 2000 era di 8 865 abitanti. Il capoluogo di contea è Burlington.